# Adolf Florensa i Ferrer

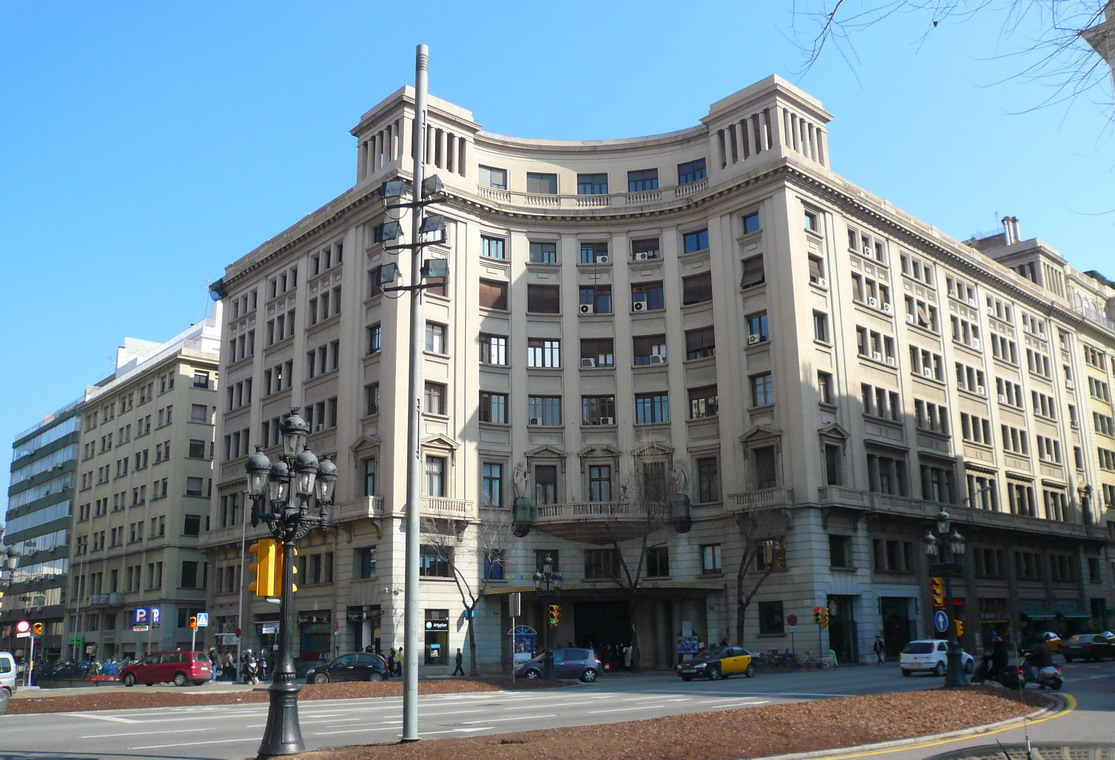
La sede del Foment del Treball Nacional sulla Via Laietana di Barcellona, opera di Adolf Florensa e Josep Goday (1931).

Adolf Florensa i Ferrer (Lleida, 15 maggio 1889 – Barcellona, 14 luglio 1968) è stato un architetto spagnolo di origini catalane.

## Biografia
Conclusi gli studi di architettura nel 1914, si dedica all'insegnamento e ottiene la cattedra di meccanica razionale nel 1920. Nel 1924 diventa architetto municipale del comune di Barcellona.
Influenzato dalla Scuola di Chicago, si muove nell'ambito del Noucentisme catalano. Le sue opere più importanti si trovano sulla Via Laietana di Barcellona, dove costruisce la Casa Cambó (1925), il Casal del Metge con Enric Catà i Catà (1931), la Casa Artur Suqué (1927),, la Immobiliaria Catalana (1925) e la sede del Foment del Treball Nacional con Josep Goday (1931).
Florensa è, inoltre, l'autore del Palazzo delle Comunicazioni e dei Trasporti, costruito in occasione della Esposizione Universale di Barcellona del 1929.
Insieme ad Antoni Falguera e Joaquim Vilaseca forma, nel 1926, il gruppo di architetti che si occupa della ristrutturazione della Casa de la Ciutat.

### Restauri e ristrutturazioni
Florensa i Ferrer ha restaurato o ristrutturato diverse opere:
- il restauro dei Drassanes Reials de Barcelona, ovvero gli antichi cantieri navali, per renderli adatti a ospitare il Museu Marítim (1957-1966);
- la ristrutturazione della Capitania General (antico convento della Pietà, 1928);
- il restauro del Saló del Tinell nel Palau Reial Major, in collaborazione con Joaquim Vilaseca e Pere Benavent (1936);[6]
- il restauro del chiostro della Cattedrale di Barcellona (1965);
- il restauro della Cattedrale di Vic (1940);
- il restauro del Castello di Mequinenza (1959);
- il restauro del Monastero di Santa Maria di Poblet (1957-1962);
- il restauro del Castello di Peralada.

## Libri
- 1935 L'architecture gothique civile en Catalogne
- 1959 El carrer Montcada
- 1960 L'antiga casa de la ciutat
- 1960 La Casa de la Ciutat en els temps moderns
- Con Antonio Simon Mossa L'arquitectura gòtica catalana a Sardenya (L'architettura gotico-catalana in Sardegna)

## Galleria d'immagini

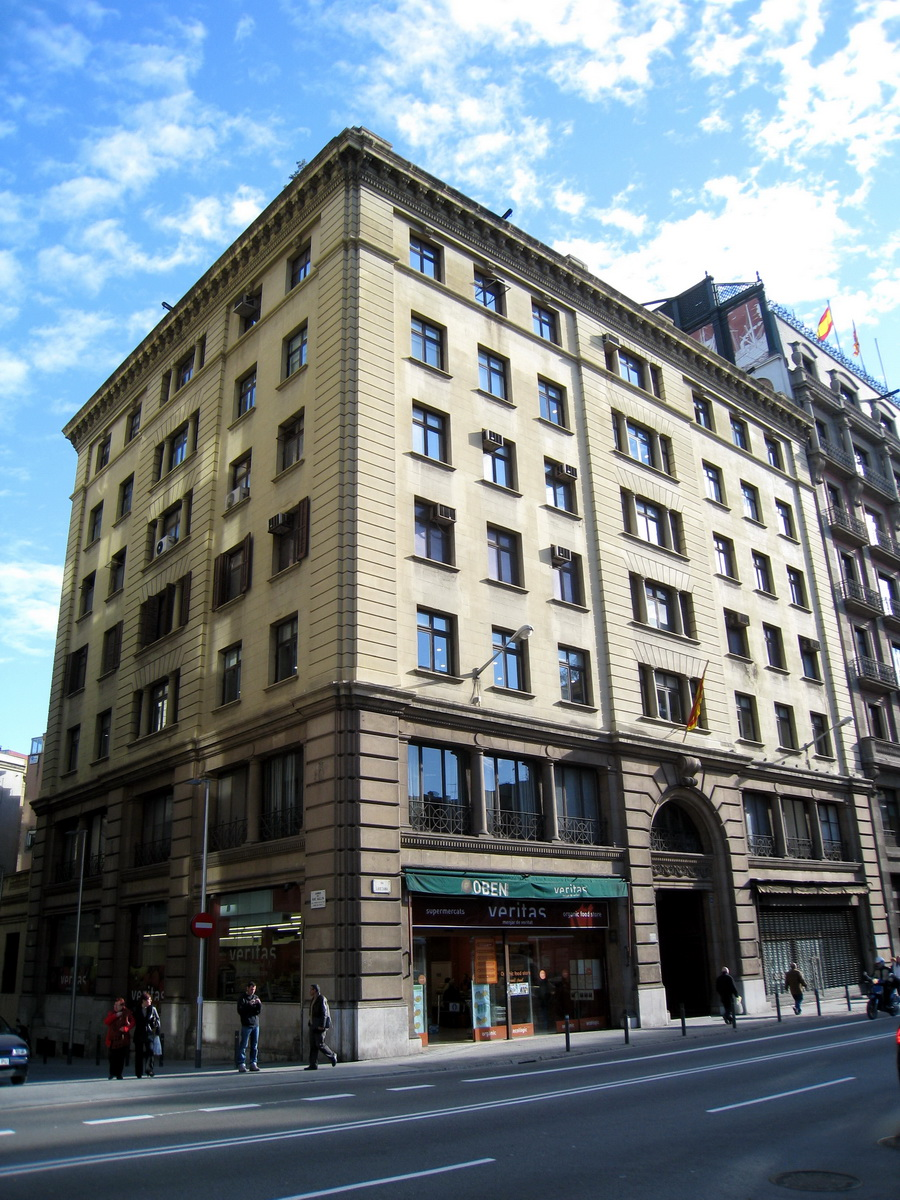
Immobiliaria Catalana (Via Laietana, 28)
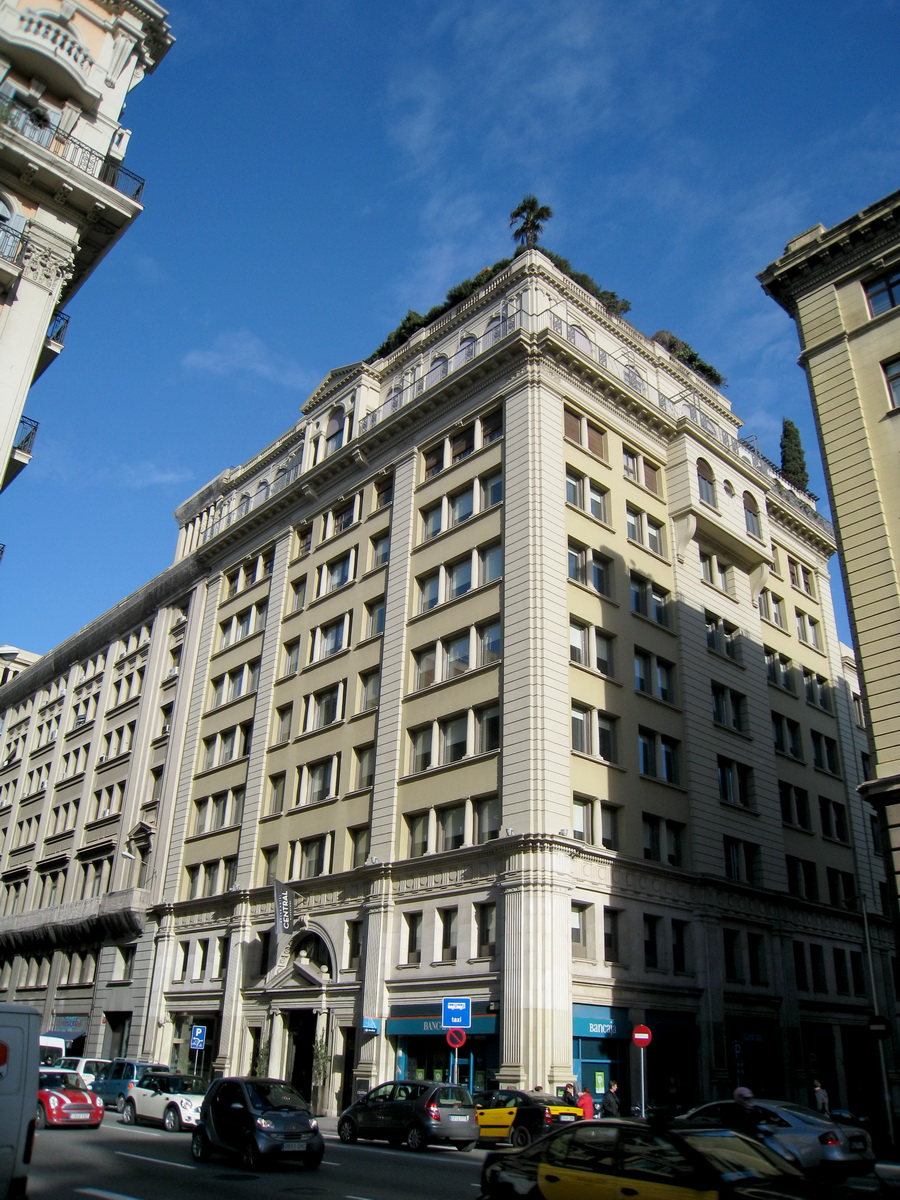
Casa Cambó (Via Laietana, 30)
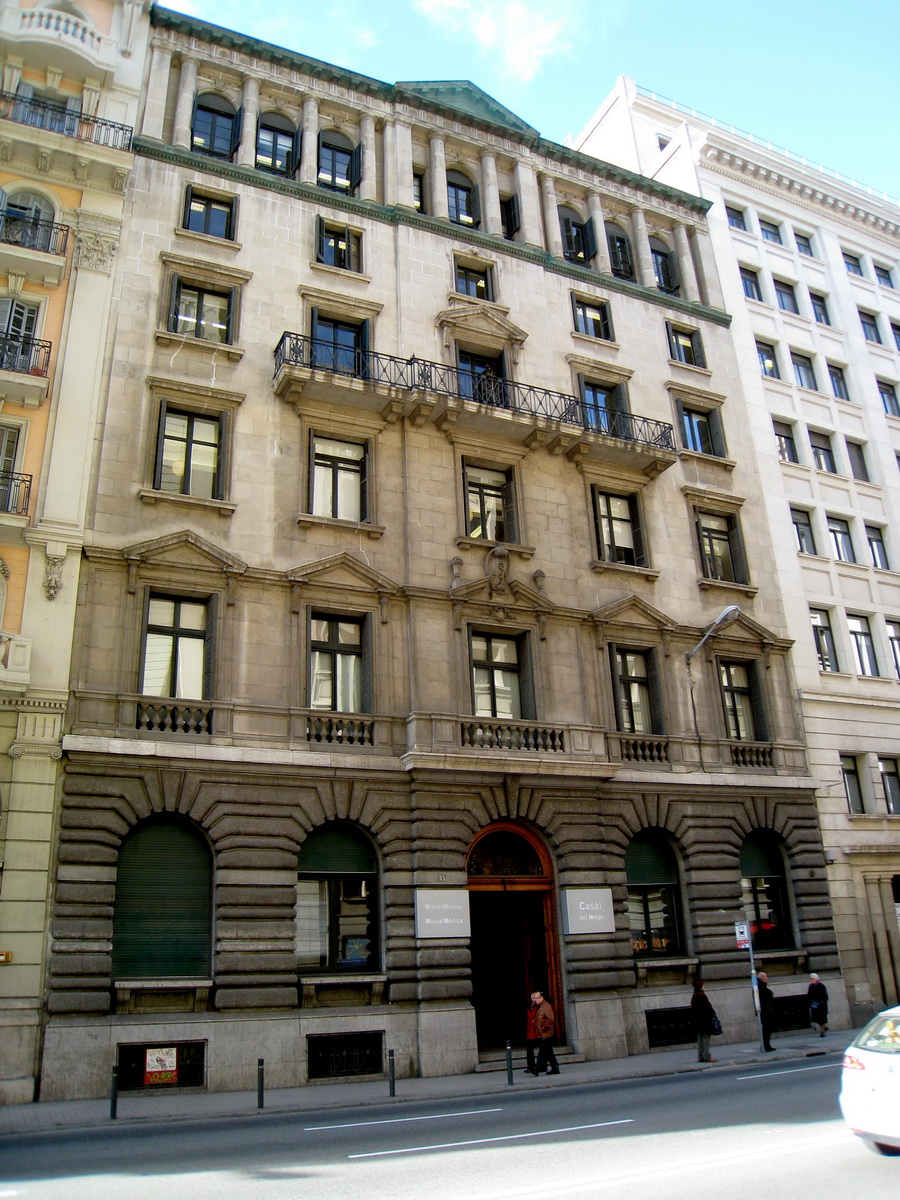
Casal del Metge (Via Laietana, 31)
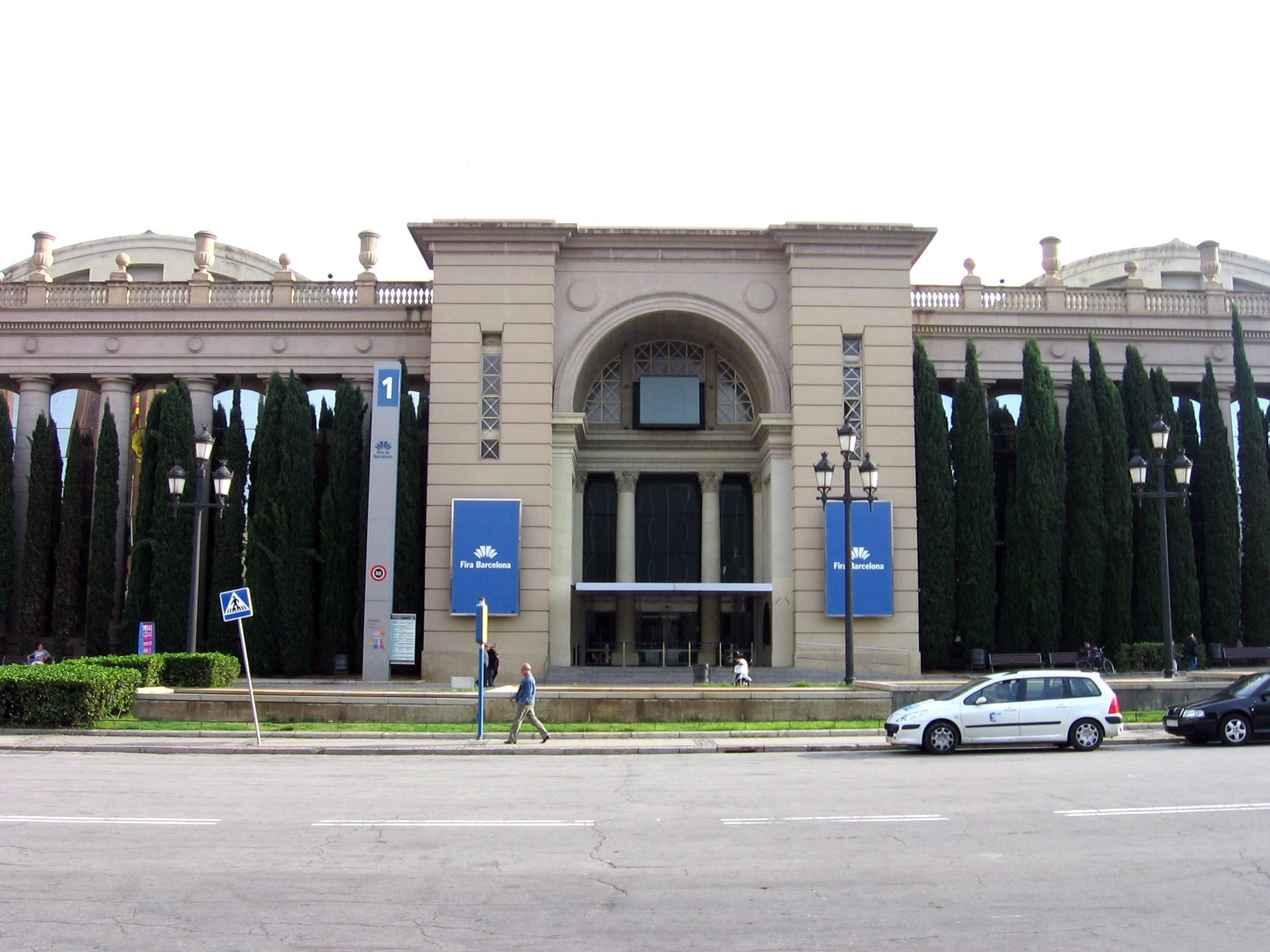
Palazzo delle Telecomunicazioni dell'esposizione del 1929. Oggi fa parte del complesso fieristico di Barcellona

## Onorificenze
- 1961, Accademico della Real Academia de Bellas Artes de San Fernando, Madrid
- 1964, Cavaliere all'Ordine al Merito della Repubblica Italiana
- 1969 (riconoscimento postumo), Medaglia al Merito Culturale della Città di Barcellona